# Даци, Неджат
Неджат Даци (алб. Nexhat Daci; род. 26 июля 1944, Велики Трновац, Буяновац, Югославия — в сегодняшнем Пчиньском округе, Сербия) — косовский политик. Он был избран спикером Ассамблеи Косово в 2001 году в качестве члена Демократической лиги Косово (ДЛК), и. о. президента Косово с 21 января по 11 февраля 2006 года, после смерти Ибрагима Руговы. В 2006 году он был отстранён от должности спикера в связи с борьбой внутри ДЛК. Он является членом Ассамблеи Косово и лидером Демократической лиги Дардании, которую он основал после его неудачной попытки стать лидером Демократической лиги Косово.

## Образование
- 1962—1966 — Белградский университет, химический факультет, диплом в области химии;
- 1966—1968 — Белградский университет, магистратура, магистр наук;
- 1969—1973 — Загребский университет, исследования для докторской, PhD по химии;
- 1971 — Школа английского языка, Фолкстон, Великобритания;
- 1972 — Магистратура, Льеж, Бельгия;
- 1973 — проект Hydro, Брно, Чехословакия;
- 1974—1975 — Университет Брэдфорда, Великобритания, после аспирантуры.

Дачи говорит на английском, сербском, хорватском, немецком (пассивно), а также на его родном албанском языках.

## Общественная деятельность
- 1985 — Американское химическое общество — действительный член;
- 1987 — Европейская академия по вопросам окружающей среды, Германия — постоянный член;
- 1994 — Академия наук и искусств Косово (ASAK) — регулярный член;
- Участие в конгрессах, конференциях, симпозиумах в США, Великобритании, Германии, Италии, Турции, Венгрии, Словении, Хорватии, Сербии, Албании, Косове.

## Публикации
- Школьные учебники для начальной и средней школы, университета — 10 в целом;
- Научные проекты — 120 в общей сложности.

## Карьера
- 1970—1972 — заведующий химического факультета Университета Приштины;
- 1970 — профессор в Университете Приштины, химический факультет;
- 1992—2001 — член Парламента Республики Косово;
- С 1992 — член Генерального совета Демократической лиги Косово, с момента её создания;
- 1994—1998 — генеральный секретарь Академии наук и искусств Косово (ASAK);
- 1998—2002 — президент Академии наук и искусств Косово (ASAK);
- 2001—2006 — спикер Ассамблеи Косово.